# 杨远艳
杨远艳（1975年11月—），女，京族，广西东兴人，中华人民共和国政治人物。现任来宾市人民政府副市长。第十三、十四届全国政协委员。